# Šumska anđelika
Šumska anđelika (šumski kravujac, divlja anđelika, lat. Angelica sylvestris), jedna od 106 vrsta trajnica iz roda anđelika (Angelica), porodica štitarki. raširena jer po gotovo čitavoj Europi (uključujući europsku Rusiju), zapadnom i središnjem Sibiru, Kavkazu, Kini, Mongoliji, Turskoj, a introducirana je i u neke kanadske provincije. Raste na vlažnim šumskim čistinama, na obalama potoka, i vlažnim jarcima.
Slična je ljekovitoj anđeliki koja naraste do dva metra, tamnozelenih listova, ali joj je posve bijeli cvijet nešto sitniji. Cvate u srpnju i kolovozu.
Šumska anđelika nema tako prijatan i aromatičan miris kao ljekovita anđelika, a njezino eterično ulje u većim koncentracijama je možda otrovno. Mljeveni plodovi ove biljke koriste se kao insekticid.

## Sinonimi
- A. sylvestris
- A. sylvestris
- A. sylvestris
- Angelica sylvestris subsp. sylvestris